# Stefano II Kotromanić
Stefano II Kotromanić (in serbo-croato Стефан II, trasl. Stjepan II; Bosnia, XIV secolo – Bosnia, settembre 1353) fu un membro della nobile famiglia croata dei Kotromanić che fu bano di Bosnia de iure dal 1314, benché lo fu de facto dal 1322 al 1353 insieme a suo fratello, Ladislao Kotromanić nel 1326-1353.
Era figlio del bano bosniaco Stefano I Kotromanić e di Elisabetta, sorella del re Stefano Ladislao II. Durante il suo regno nel XIV secolo, Stefano governò le terre dalla Sava all'Adriatico e dalla Cettina alla Drina. Venne sepolto nella sua chiesa francescana a Mile, vicino a Visoko, in Bosnia.

## Biografia

### Primi anni
Membro della dinastia dei Kotromanić, Stefano II fu spesso etichettato come «patarino», poiché la Chiesa bosniaca veniva solitamente ritenuta dall'Europa occidentale di tendenze bogomiliste.
Quando suo padre morì nel 1314 e il bano di Croazia Mladen II Šubić si affermò come conte di Zara, duca di Dalmazia e secondo bano di Bosnia, la madre di Stefano, Elisabetta, prese lui e i suoi fratelli e fuggì con loro in esilio nella Repubblica di Ragusa. Mladen non godeva di popolarità in Bosnia e aveva combattuto guerre sanguinose ma perse contro il Regno di Serbia (sotto Stefano Uroš II Milutin), e la Repubblica di Venezia (a favore dei quali perse Zara nel 1313), insieme a numerosi oppositori interni del suo regime. Mladen giunse all'idea di imporre Stefano Kotromanić come suo vassallo in Bosnia, perché credeva che avrebbe goduto del sostegno degli aristocratici locali. I Šubić, acerrimi rivali dei Kotromanić, finirono per diventare allora i loro protettori. Mladen decise di tenere Stefano II sotto la sua stretta morsa e di usarlo per sradicare la Chiesa bosniaca, così organizzò un matrimonio tra Stefano e una principessa della famiglia del conte Mainardo di Ortenburg che governava in Carniola. Il papa era contrario al matrimonio poiché entrambe le famiglie erano imparentate, ma avrebbe arrecato a Stefano alcuni vantaggi, così convinse il pontefice a consentirlo.

### Regno

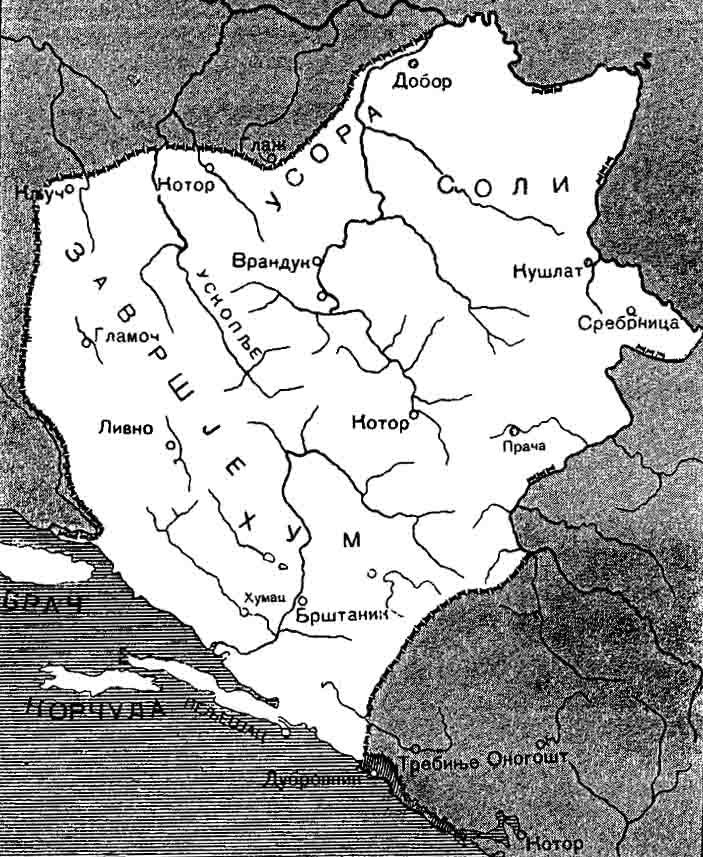
La Bosnia sotto il bano Stefano Kotromanić

#### Ascesa
Il bano di Croazia Mladen II Šubić era divenuto bano di Bosnia nel 1305, seguendo suo zio, che fu nominato con lo stesso titolo da suo fratello Paolo I e fu ucciso combattendo contro gli «eretici bosniaci» nel 1304. Paolo I si definì signore della Bosnia tutta in un documento del 1305, ma è dubbio che avesse mai esercitato la propria autorità su tutta la Bosnia.
Fino al 1319 l'esercito di Mladen II si era già ritirato completamente dalla Bosnia, poiché si era trovato invischiato in numerosi conflitti con le città in rivolta in Dalmazia. Questo disordine favorì Stefano II, che acquisì influenza e si aprì la possibilità di governare da solo e costruire il suo regno, mentre il suo supremo signore, il re ungherese Carlo Roberto d'Angiò, aveva dei piani che richiedevano l'aiuto di bano. Carlo I intraprese una campagna per stroncare il potere di cui godevano i nobili croati in quelle terre. A tal fine, isolò Matteo III Csák e distrusse la famiglia dei Kőszegi, preoccupandosi subito dopo dei Šubić. Verso la fine del 1321, ordinò a Stefano II di agire dalla Bosnia, supportato dal bano Ivan Babonić dalla Slavonia, circondando e isolando la Croazia. Stefano II finì quindi per ricadere sotto il comando diretto di re Carlo Roberto. Poiché voleva vendicarsi e liberarsi dei Šubić, questo gli fu utile per il momento, poiché avrebbe potuto governare la Bosnia senza ingerenze, senza subire delle incursioni dalla Dalmazia, e praticamente da solo, poiché Carlo I sarebbe stato troppo lontano per amministrarla direttamente. Inoltre, ebbe anche la possibilità di espandere la sua influenza in Croazia. La battaglia decisiva avvenne vicino alla capitale di Mladen, Scardona, nel 1322, dove fu sconfitto in modo decisivo. Mladen II si ritirò nella fortezza di Clissa e attese l'arrivo di Carlo I, credendo ciecamente che avrebbe in qualche modo mantenuto il suo potere grazie al leale sostegno prestato dai Šubić che favorì l'ascesa del monarca al trono. Tuttavia, Carlo I arrivò a Tenin e invitò Mladen a incontrarlo lì, dove fu immediatamente arrestato e mandato in una prigione in Ungheria dove spirò.

#### Primi anni di regno e altri matrimoni
Subito dopo la morte del re di Serbia Stefano Uroš II Milutin nel 1321, non ebbe problemi ad acquisire le sue terre in Usora e Soli, che incorporò completamente nel 1324. Aiutò poi suo zio Ladislao di Sirmia a riconquistare tutta la Serbia, ma dopo la sconfitta di Ostrvica a Rudnik per mano di Stefano Dečanski, non ebbe più senso parteggiare per lui durante le lotte per il trono serbo, così si assicurò per sé l'Usora e il Soli. L'ostilità causata da questo tra Bosnia e Serbia avrebbe portato alla guerra di Stefano II Kotromanić contro Dečanski diversi anni dopo.
Quando suo zio Ladislao morì, ottenne alcune parti dei suoi domini in Sirmia. In seguito, Stefano II trascorse il primo anni del suo regno in relativa pace. Concesse numerosi privilegi alla nobiltà locale per accrescere la sua reputazione, tra cui un editto ai sensi del quale alcuni županie venivano riservate al principe Vucoslao. Negli editti si riferisce a suo fratello Ladislao con il titolo di «principe di Bosnia» e pari condivise con lui il potere dal 1326, sebbene solo Stefano, essendo il bano in carica, lo fosse anche de iure.
Nel 1323 il re ungherese Carlo Roberto voleva aumentare la propria influenza sul bano Stefano II Kotromanić. Offrì pertanto a Stefano la mano della lontana parente di sua moglie, Elisabetta, figlia del duca polacco Casimiro III di Cuiavia e ricevette come dote su volontà del sovrano le terre ad ovest precedentemente in mano a Mladen I Šubić, oltre a Usora e a Soli a nord, precedentemente in mano a Stefano Dragutin e suo figlio, Ladislao II di Nemanjić. Il matrimonio fu formalizzato nel 1339, poiché fino ad allora Stefano aveva prima sposato una figlia dello zar di Bulgaria e dopo una contessa di Ortenburg.

#### Conflitti in Dalmazia

Il Banato di Bosnia sotto Stefano II. riuscì ad ottenere pieno accesso alla via Narenta dopo l'annessione della Zaclumia

Carlo I Roberto aveva chiesto di nuovo a Stefano II, intorno al 1323, di unirsi al nuovo bano di Slavonia Nicola Omodijev per scagliare un'offensiva congiunta contro Nelipić in Croazia. La spedizione di Nicola alla fine fallì, ma fece sì che Giorgio II Šubić (fratello di Mladen II) insorgesse contro Nelipić, e, e infine contro lo stesso bano bosniaco Stefano II. I fomentatori delle rivolte volevano riportare i Šubić al potere in Croazia e insediare Giorgio II sul trono. Quando l'astio sfociò in una guerra vera e propria che vide coinvolti gli eserciti del principe Giovanni Nelipić da una parte e di Giorgio II dall'altra nell'estate del 1324, il bano Stefano II diede un notevole supporto ai Šubić, senza però coinvolgere le sue forze negli scontri. La scelta fornire soltanto appoggio esterno si rivelò una buona strategia, poiché i sostenitori Šubić furono sbaragliati a Tenin e Giorgio II Šubić stesso fu catturato dal principe Nelipac. Stefano II tentò comunque di liberare Juraj II dalla prigionia, ma senza fortuna.
Ivan Nelipić concentrò immediatamente i propri sforzi contro il bano Stefano II e riuscì a catturare la città di Visuća, ma la politica accorta di Stefano e la sua volontà di conferire privilegi alla sua nobiltà avevano dato i loro frutti, poiché Vuk della famiglia dei Vukoslavić lo aveva aiutato a riprendere la città. Sebbene le ambizioni militari di Stefano ebbero successo soltanto in modo relativo, continuò a muovere guerra ai nemici degli Šubić. Il suo obiettivo era la città di Traù che era uno dei maggiori sostenitori della campagna dei Nelipić. Stefano adottò una tattica estremamente opportunista, poiché le sue forze razziarono i commercianti in viaggio da Traù e costrinsero i suoi abitanti a firmare una pace incondizionata nella quale dovettero accettare di riconoscerlo e si rivolse a lui come «alto e potente signore Stefano, sovrano libero e padrone di Bosnia, Usora e Soli e di molti altri luoghi e principe della Zaclumia». Le intemperanze di Stefano generarono un conflitto commerciale con la Repubblica di Ragusa, ma Stefano si dimostrò un negoziatore molto risoluto e concluse delle trattative che ripristinarono la tranquillità nel 1326.
Dopo aver visto che il bano Nicola Omodejev non era riuscito a indebolire la posizione di Nelipić, il re ungherese Carlo I lo depose. Designato per tale compito fu uno dei suoi uomini più fidati, Mikac Mihaljević. Questi avanzò verso la Croazia nell'estate del 1325 e Stefano II inviò presto diversi combattenti per assisterlo nella sua offensiva. Nel 1326, dopo aver espugnato varie città si addentrò sempre più nella Croazia interna, dove si imbatté nei rinforzi di Stefano. La spedizione alla fine sortì scarsa fortuna, così Mikac inviò una parte del suo esercito a Bihać al fine di difenderla contro i possibili contrattacchi dei Nelipić e si ritirò in Ungheria.
Il bano Stefano II ottenne svariate terre, espandendo il suo regno fino alla costa e annettendo lo spazio tra le foci dei fiumi Cettina e Narenta, e tutto ciò che si trovava tra la Bosnia principale e la costa, vale a dire vaste distese di polje carsico che da quel momento in poi divennero conosciute come Završje (o "regione occidentale", in bosniaco Zapadne Strane), fino alla riconfigurazione amministrativa compiuta dagli ottomani. Archiviata questa fase, Stefano II si focalizzò sulla Zaclumia, annettendola nel giro di un anno al regno bosniaco.

#### Conflitto con la Serbia
Soggiogata nel 1326 la Zaclumia grazie a un'alleanza con Ragusa, Stefano II guadagnò una vasta porzione della costa del Mar Adriatico, dalla foce della Narrnta a Canali. Tale area era composto sia da comunità ortodosse sia cattoliche. Si espanse anche nella regione di Završje, compresi i dintorni di Glamoč, Duvno e Livno.
Queste parti della provincia di Zaclumia, che il bano conquistò e annesse alla Bosnia, erano governate dai vassalli serbi della famiglia dei Branivojević e dal loro signore Crep, viceré di Stefano Dečanski per Trebinje e le zone costiere intorno a Ston, che Branivojević attaccò e uccise. Il re Stefano non aveva alcun desiderio di difendere questa famiglia e le loro terre dalle forze di Stefano, e inoltre in realtà riteneva i bosniaci troppo potenti. Grazie a varie operazioni, finì per impossessarsi di diverse città a eccezione di Almissa, che fu presa dagli ungheresi.